# Ada María Elflein
Ada María Elflein (Buenos Aires, 22 février 1880 - ibidem, 24 juillet 1919) est une poétesse, chroniqueuse, traductrice, féministe et professeur argentine.
Elle commence sa carrière littéraire avec des romans pour les enfants. Grâce à son travail comme journaliste, elle est nommée membre de l'Académie nationale du journalisme (Academia Nacional de Periodismo).
Beaucoup d'écoles, bibliothèques et rues portent son nom.

## Œuvre
- Leyendas argentinas, 1906.
- Del Pasado, 1910.
- Cuentos de la Argentina, 1911. Geshichten aus Argentinien, publié en allemand, sa langue maternelle.
- Tierra Santa, 1912.
- Paisajes cordilleranos, 1917.
- La Partida, 1918.
- Por Campos históricos, 1926. Posthume.
- De Tierra adentro, 1961. Posthume.